# Eucelatoria fasciata
Eucelatoria fasciata är en tvåvingeart som först beskrevs av Townsend 1927.  Eucelatoria fasciata ingår i släktet Eucelatoria och familjen parasitflugor.
Artens utbredningsområde är Peru. Inga underarter finns listade i Catalogue of Life.